# Zhang Jie (écrivain)
Pour les articles homonymes, voir Zhang Jie (haltérophilie).
Zhang Jie (en chinois simplifié : 张洁; en chinois traditionnel : 張潔; pinyin: Zhāng Jié; Wade–Giles: Chang Chieh, née le 27 avril 1937 à Pékin et morte le 21 janvier 2022 à New York) est une romancière chinoise. elle est considérée comme la principale féministe en matière de roman en Chine au sein de la littérature des cicatrices. En 1989, elle obtient le prix Malaparte.